# شهرک چالاب
شهرک چالاب، روستایی از توابع بخش مرکزی شهرستان مهران در استان ایلام ایران است.

## جمعیت
این روستا در دهستان محسن آب قرار دارد و براساس سرشماری مرکز آمار ایران در سال ۱۳۸۵، جمعیت آن ۱٬۹۷۳ نفر (۴۵۱خانوار) بوده‌است.

## گویش
مطابق اطلس زبان‌های مردم چالاب به گویش لری شوهانی سخن میگویند.  گویش شوهانی جزء گویش‌های لری طبقه بندی میشود.